# Hazlovská pahorkatina
Hazlovská pahorkatina (deutsch etwa: Haslauer Hügelland) ist eine Untereinheit der etwas über das landläufig als Fichtelgebirge bezeichnete Gebiet hinausgehenden geomorphologischen Haupteinheit Smrčiny (Fichtelgebirge) nach tschechischem System.
Geomorphologische Einteilung Tschechiens mit Haupteinheit Smrčiny (rot markiert)

## Lage und Ausdehnung
Hazlovská pahorkatina liegt nördlich von Cheb an der tschechisch-deutschen Grenze und umfasst etwa ein Gebiet zwischen Nový Žďár, Horní Paseky, Libá, Hazlov, Skalná, Luby und Plesná. Es entspricht in etwa dem tschechischen Anteil an der Selb-Wunsiedler Hochfläche sowie am südlichen Elstergebirge. Die höchste Erhebung ist der Záhoř mit 744 m.n.m an der Südwestabdachung des Elstergebirges.
Nördlich davon befindet sich das Ašská vrchovina (Ascher Bergland), gegen Süden schließt sich in der Chebská pahorkatina (Egerer Hügelland) bei Cheb, das in etwa den tschechischen Anteil an dem Hohen Fichtelgebirge einnimmt, eine weitere Untereinheit des Fichtelgebirges an. Südöstlich folgt das Chebská pánev (Egerbecken).
Bezirke des Hazlovská pahorkatina bilden die Velkolužská vrchovina (Großloher Bergland), Blatenská vrchovina (Plattenberger Hochland) und Vojtanovská pahorkatina (Voitersreuther Hügelland).

## Geomorphologische Klassifizierung
- System: Hercynisch
- Untersystem: Hercynisches Gebirge
- Provinz: Böhmische Masse (Česká vysočina)
- Subprovinz: Krušnohorská subprovincie (Erzgebirgs-Subprovinz)
- Gebiet: Krušnohorská hornatina
- Haupteinheit: Fichtelgebirge (Smrčiny)
- Untereinheit: Hazlovská pahorkatina (Haslauer Hügelland)
- Bezirke: Velkolužská vrchovina, Blatenská vrchovina und Vojtanovská pahorkatina